# Korolevstvo krivykh zerkal
Korolevstvo krivykh zerkal (russisk: Королевство кривых зеркал) er en sovjetisk spillefilm fra 1964 af Aleksandr Rou.

## Medvirkende
- Olga Jukina som Olya
- Tatyana Jukina som Jalo
- Tatjana Barysjeva
- Anatolij Kubatskij som Jagupop 77
- Andrej Fajt som Nusjrok